# Herb Strzelina
Herb Strzelina – jeden z symboli miasta Strzelin i gminy Strzelin w postaci herbu.

## Wygląd i symbolika
Tarcza herbowa jest dwudzielna w słup. W polu heraldycznie prawym, błękitnym, przedstawia postać Michała Archanioła w białej szacie, w hełmie i ze skrzydłami, trzymającego w prawej ręce miecz, w lewej natomiast wagę, stojącego na białym obłoku. W polu lewym, żółtym, skierowana grotem ku górze srebrna strzała, za nią czarny monogram S. Pola herbu oddzielone są czarną pionową linią. 
Michał Archanioł jest średniowiecznym patronem Strzelina. Monogram S to inicjał nazwy miasta. Strzała nawiązuje do nazwy miasta, która prawdopodobnie pochodzi od pierwotnych zajęć mieszkańców, to jest wytwarzania łuków i strzał. 